# Keep the Aspidistra Flying
Keep the Aspidistra Flying (Brasil: Mantenha o Sistema / Moinhos de Vento / A Flor da Inglaterra / Portugal: O Vil Metal), é um livro de George Orwell, publicado em 1936.

## Sinopse
Trata da subordinação forçada a qual o homem está submetido em relação ao dinheiro. O personagem principal, Gordon Comstock vive na Inglaterra nutrindo constantemente uma sensação de asco e pavor pelo capitalismo e por tudo o que é dele derivado. Essa paranóia para não embarcar no sistema capitalista inicia em sua infância pobre e o persegue até seus trinta anos, época em que encara tudo isso muito mais a sério, o que o leva a não aceitar empregos que paguem bem e a se envolver em situações complicadas por causa da falta de dinheiro.
O título refere-se à aspidistra, flor que, segundo Gordon, todo o inglês respeitável, que possua uma boa casa, uma família e ao menos um pouco de dinheiro, e todo inglês não respeitável e pobre mas que deseja, por assim dizer, entrar na linha e assim tornar-se, possui e rega todos os dias. A aspidistra simboliza o sentimento de conformidade que a humanidade nutre pelo sistema vigente, e sobre o qual é impotente, tendo que necessariamente a ele se adaptar.
O livro recebeu uma adaptação para o cinema intitulada "Keep the Aspidistra Flying" (sem tradução para o português), em 1997, estrelando Richard E. Grant (Gordon Comstock) e Helena Bonham Carter (Rosemary).